# Polizeiruf 110: Lohnraub
Lohnraub ist ein deutscher Kriminalfilm von Helmut Krätzig aus dem Jahr 1974. Der Fernsehfilm erschien als 23. Folge der Filmreihe Polizeiruf 110.

## Handlung
In einem Werk für Schiffsausrüstungen werden die Lohngelder in Höhe von 35.000 Mark geraubt. Kurz zuvor war Buchhalter Herr Neumann von einem Anrufer vom Arbeitsplatz geholt worden, da es in seiner Wohnung angeblich brennt. Frau Dornberger ist allein mit dem Geld im Kassenraum und kann vom Räuber überwältigt werden. Auch Nachtportier Friedrich Carl Brömmer wird vom Täter zusammengeschlagen und gefesselt. Es gelingt ihm dennoch, die Arbeiter des Werks zu alarmieren, die die Polizei holen. Oberleutnant Peter Fuchs, Leutnant Vera Arndt und Meister Lutz Subras übernehmen die Ermittlungen.
Bald ist klar, dass die Brandmeldung falscher Alarm war. Frau Dornberger ist während der Vernehmung sehr nervös, während Friedrich Carl Brömmer den Verdacht unauffällig, aber bestimmt auf den jungen Arbeiter Dieter Zilinski zu lenken versucht. Dennoch stimmen die Spuren am Tatort die Ermittler nachdenklich. Ein großer Rollschrank fiel angeblich um, weil Brömmer vom Täter dagegen gestoßen wurde. Peter Fuchs führt einen ähnlichen Versuch mit Lutz Subras durch, doch bewegt sich der Schrank kaum. Auch die Kopfwunde könnte sich Brömmer selbst verursacht haben.
Das merkwürdige Verhalten von Frau Dornberger und von Herrn Neumann klärt sich, als Dornbergers Tochter hochschwanger ins Krankenhaus eingeliefert wird. Brömmer wiederum trifft sich plötzlich mit dem ehemaligen Schlagerstar Emma Schnabel. Brömmer war früher Orchesterleiter, hatte mit Tangomelodien große Erfolge und will nun wieder auf der Bühne stehen. Für Emma hat er eine neue Melodie geschrieben. Sie hatte zudem einst eingewilligt, ihn zu heiraten, wenn er sich ein bestimmtes luxuriöses Haus am See kauft. Nun will er dieses Haus erwerben.
Als möglicher Täter wird Brömmer von Lutz Subras beobachtet. Neue Lohngelder wurden von der Bank geholt und erneut werden die Gelder gestohlen. In Brömmers Wohnung brannte jedoch Licht und auch die wechselnden Lichtquellen in der Wohnung machten klar, dass jemand vor Ort ist. Erst Vera Arndt findet in einer älteren Zeitung einen Hinweis darauf, dass zu einer Besonderheit bei Brömmers früheren Orchesterauftritten auch künstlicher Lichteinsatz gehörte. Mit Peter Fuchs durchsucht sie die Wohnung und beide finden schließlich eine Zeitschaltuhr, die mit den Lichtquellen der Wohnung verbunden ist. Brömmer wird im Hotel bei Emma Schnabel verhaftet. Bei ihm findet sich das gestohlene Geld. Emma wiederum wird wenig später als Mitwisserin festgenommen. Sie hatte rund 10.000 Mark des erbeuteten Geldes an sich genommen und wollte fliehen.

## Produktion
Lohnraub wurde unter dem Arbeitstitel Wahnsinnsmelodie vom 15. Oktober bis Ende November 1973 in Wildau sowie Berlin und Umgebung gedreht. Die Kostüme des Films schuf Christel Richter, die Filmbauten stammen von Hans-Joachim Hölzel. Der Film erlebte am 7. April 1974 im 1. Programm des Fernsehens der DDR seine Fernsehpremiere.
Es war die 23. Folge der Filmreihe Polizeiruf 110. Oberleutnant Peter Fuchs ermittelte in seinem 16. Fall, Leutnant Vera Arndt in ihrem 19. und Meister Lutz Subras in seinem 8. Fall.